# Pedro Murúa
Pedro Murúa Leguizamon, född 25 december 1930 i San Sebastián,
död 3 november 2019, var en spansk landhockeyspelare.
Murúa blev olympisk bronsmedaljör i landhockey vid sommarspelen 1960 i Rom.